# Anarta laerta
Anarta laerta là một loài bướm đêm trong họ Noctuidae.